# Angariidae
Famille
Synonymes
- Delphinulidae Stoliczka, 1868[1]

Les Angariidae sont une  famille de gastéropodes marins de l'ordre des Vetigastropoda.

## Liste des genres
Selon World Register of Marine Species (4 mai 2020) :
- genre Angaria Röding, 1798 -- 27 espèces
- genre Asperilla Koken, 1896 †
- genre Astrangaria Pacaud, 2017 †
- genre Metriacanthus J. C. Fischer, 1969 †
- genre Tegulacanthus Gründel, Keupp & Lang, 2017 †